# Kristina Tomić
Kristina Tomić (Zagabria, 29 marzo 1995) è una taekwondoka croata.

## Palmarès
- Mondiali

Muju 2017: bronzo nei 49 kg.
Manchester 2019: bronzo nei 49 kg.
- Europei

Kazan 2018: oro nei 49 kg.